# Dynastická unie
Pojem dynastická unie označuje dva nebo více samostatných států, v nichž vládnou různí panovníci ze stejné dynastie.
Příkladem dynastické unie jsou Lucemburské velkovévodství a Španělské království. Panovníci obou těchto zemí pocházejí z různých větví Bourbonské dynastie. Podobně do roku 2024 byli králové Dánska a Norska z glücksburské větve Oldenburské dynastie.

## Historické příklady

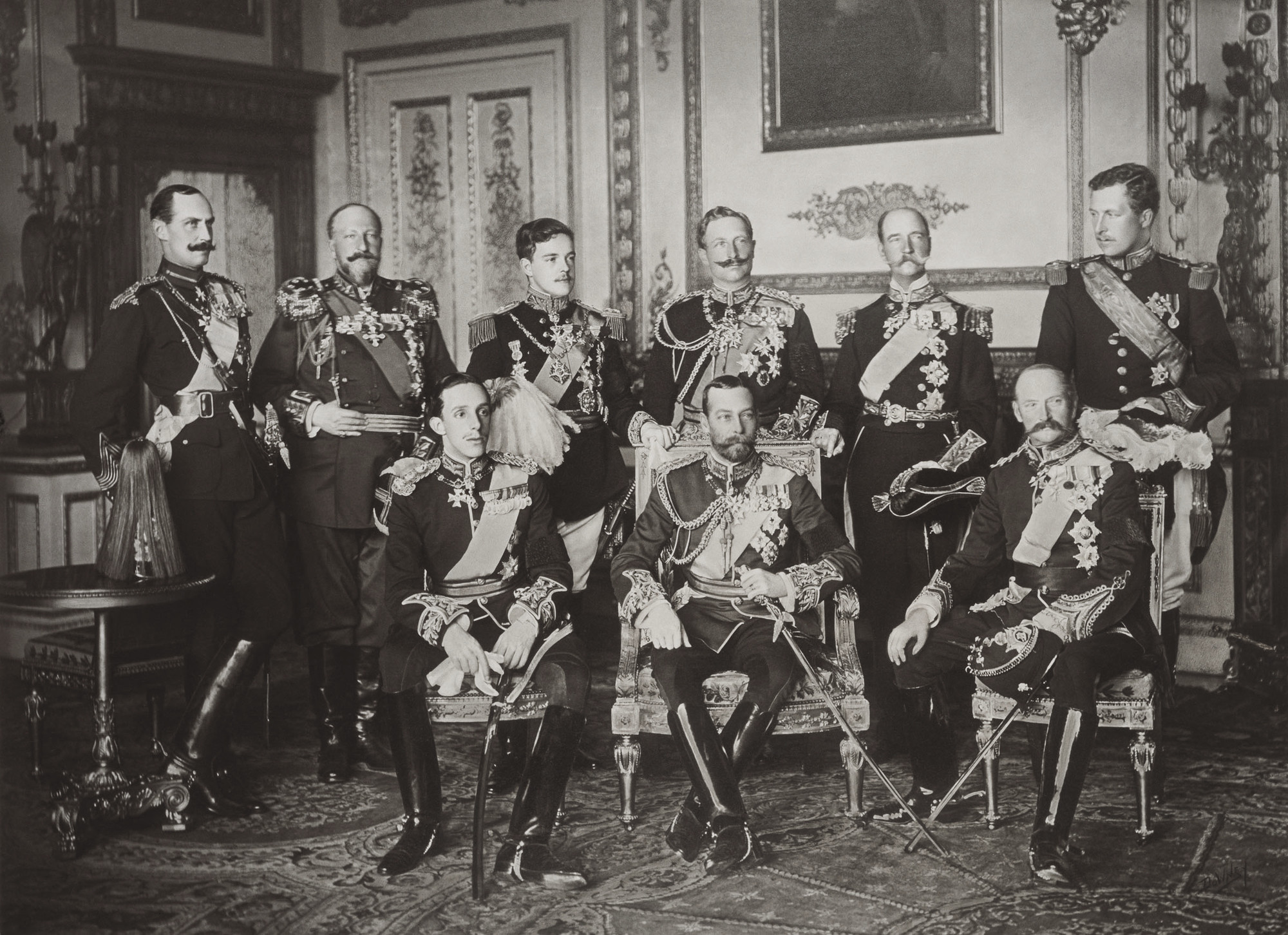
9 evropských panovníků ze 4 dynastií: 4 Wettinové, 3 Oldenburkové, jeden Bourbon a jeden Hohenzollern

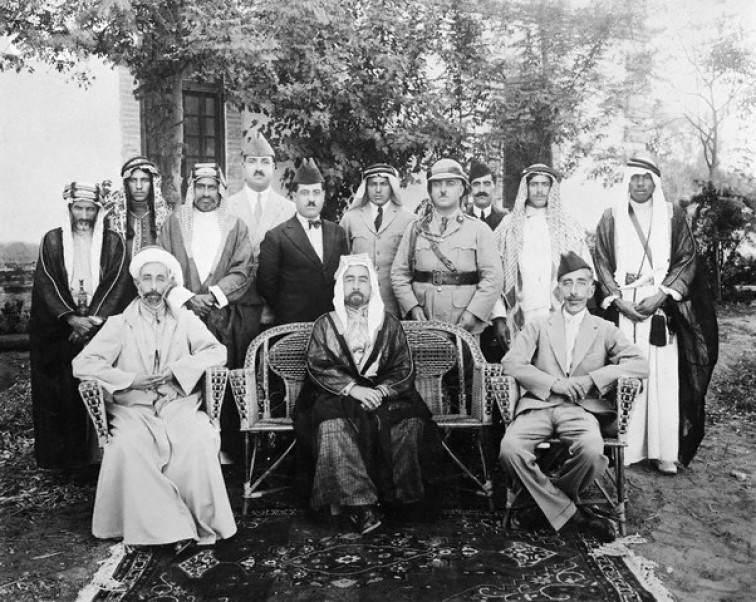
Tři starší synové šarifa Husajna (sedící): Alí (král Hidžázu), Abdalláh I. (emír Zajordánska), Fajsal I. (král Iráku)

- Dynastická unie Navarrského, Aragonského a Kastilského království v letech 1035–1126 (Jiménezové)

- Kapetovské dynastické unie:
  - Francie v letech 987–1793, 1814–1848 (hlavní linie, Valois, Bourboni, orleánští Bourboni)
  - Burgundské vévodství v letech 1026–1361 (Burgundská dynastie) a 1363–1477 (Valois)
    - Nizozemí v letech 1432–1482 (Valois, v personální unii s Burgundskem)

  - Bretaňské vévodství v letech 1213–1514 (Dreux) a 1514–1547 (Valois)
  - Portugalsko v letech 1139–1580 (Burgundská dynastie, Avizská dynastie) a 1640–1853 (Braganzové)
  - Navarrské království  v letech 1284–1328 (hlavní linie), 1328–1441 (Evréux), 1572–1620 (Bourboni)
  - Latinské císařství v letech 1216–1373 (Courtenayové)
  - Sicilské království v letech 1266–1282 (Anjouvci) a 1735–1816 (španělští Bourboni, poté království Obojí Sicílie)
  - Neapolské království v letech 1266–1442 (Anjouvci) a 1735–1816 (španělští Bourboni, poté království Obojí Sicílie)
  - Království Obojí Sicílie v letech 1816–1859 (sicilští Bourboni)
  - Albánie v letech 1272–1383 (Anjouvci)
  - Uherské království v letech 1310–1395 (Anjouvci)
  - Polské království v letech 1370–1399 (Anjouvci)
  - Lucembursko v letech 1443–1482 (Valois, personální unie s Burgundskem) a od roku 1964 (parmští Bourboni)
  - Španělsko v letech 1700–1868, 1874–1931 a od roku 1975 (španělští Bourboni)
  - Parmské vévodství v letech 1731–1735 (španělští Bourboni) a 1748–1859 (parmští Bourboni)
  - Brazílie v letech 1822–1889 (Braganzové)

- Dynastická unie Kastilie a Aragonu v letech 1412–1516 (Trastámarové)

- Dynastická unie Polska, Litvy, Čech a Uherska v letech 1490–1526 (Jagellonci)

- Dynastická unie španělských (Kastílie, Aragon, Nizozemí, Sicílie s Neapolskem) a rakouských Habsburků (Čechy, Rakousko, Uhersko s Chorvatskem) v letech 1526–1700

- Dynastická unie Rakouského císařství, Toskánska a Modeny v letech 1814–1859 (Habsbursko-lotrinští)

- Dynastická unie Spojeného království a Hannoverska v letech 1837–1866 (hannoverští Welfové), předtím se jednalo v letech 1714–1837 o unii personální.

- Dynastická unie Ománu a Zanzibaru v letech 1856–1964 (Saídové)

- Dynastická unie Pruska resp. Německa a Rumunska v letech 1871–1918 (Hohenzollernové)

- Dynastická unie Nizozemska a Lucemburska v letech 1890–1948 (Nasavští)

- Wettinské dynastické unie:
  - Britské impérium, Belgie Bulharsko, Portugalsko, Sasko a ernestinská durynská vévodství v letech 1901–1910
  - Britské impérium, Belgie, Bulharsko, Sasko a ernestinská durynská vévodství v letech 1901–1918
  - Britské impérium, Belgie a Bulharsko v letech 1918–1946 (koburští Wettinové)
  - Británie se zeměmi Commonwealth Realm a Belgie v letech 1946–2022 (koburští Wettinové)

- Oldeburské dynastické unie:
  - Oldenbursko v letech 1101–1448 a 1667–1774 (hlavní linie), 1448–1667 (hraběcí linie) a 1774–1918 (gottorpská linie)
  - Holštýnsko v letech 1460–1864 (hlavní i vedlejší linie)
  - Šlesvicko v letech 1460–1864 (hlavní i vedlejší linie)
  - Dánsko v letech 1448–1863 (hlavní linie), 1863–2024 (glücksburská linie)
  - Norsko v letech 1448–1863 (hlavní linie, personální unie s Dánskem), 1814–1818 (gottorpská linie, personální unie se Švédskem), poté od roku 1905 (glücksburská linie)
  - Švédsko v letech 1457–1464, 1497–1501 (hlavní linie, personální unie s Dánskem), 1751–1818 (gottorpská linie)
  - Rusko v letech 1796–1917 (gottorpská linie)
  - Řecka v letech 1863–1974 (glücksburská linie)
  - Island v letech 1918–1944 (glücksburská linie, personální unie s Dánskem)
  - Británie se zeměmi Commonwealth Realm od roku 2022 (glücksburská linie)

- Dynastická unie Jordánska a Iráku a Hidžázu v letech 1921–1925, resp. Jordánska a Iráku v letech 1921–1958 (Hášimovci)

- Dynastická unie Itálie a Chorvatska v letech 1941–1943 (pouze de iure, Savojští)